# Guerreros de Oaxaca (LIM)
Para el equipo de la Liga Mexicana de Béisbol, véase Guerreros de Oaxaca.
Los Guerreros de Oaxaca es un equipo de béisbol que competirá en la Liga Invernal Mexicana con sede en Oaxaca, Oaxaca, México.

## Historia
Los Guerreros debutaron en la LIM en la Temporada 2017, y son sucursal del equipo Guerreros de Oaxaca que participa en la Liga Mexicana de Béisbol.

## Jugadores

### Roster actual
Por definir.

### Jugadores destacados
Por definir.